# Дзюба Тетяна Анатоліївна
Тетяна Анатоліївна Дзюба (з дому Мурзенко, народилася 19 липня 1966 у селі Брусниця Кіцманського району Чернівецької області) — українська письменниця, літературознавиця, журналістка, перекладач. Доктор наук із соціальних комунікацій, професор, академік Національної Академії наук вищої школи Казахстану, народна поетеса України, член Національної спілки письменників України (з 2002). «Золотий письменник світу». Лауреатка міжнародних, державних і національних нагород у різних країнах. Її твори перекладені ста мовами і надруковані у 80 державах[джерело?]. Дружина Сергія Дзюби.

## Життєпис
Закінчила факультет журналістики Київського національного університету імені Тараса Шевченка, аспірантуру Інституту літератури Національної Академії Наук України та докторантуру Інституту журналістики Київського національного університету імені Тараса Шевченка. Доктор наук із соціальних комунікацій, професор, академік Національної Академії наук вищої школи Казахстану. Почесний професор Академічного центру науки та освіти імені Йоганна Гете (Німеччина, Гессен, з 2021 р.). Генерал-хорунжа Українського Козацтва (з 2017 року). Народна поетеса України за версією Міжнародної літературно-мистецької академії (2020).
Працювала завідувачкою відділу Чернігівської обласної газети «Гарт», власкором газети «Молодь України» у Чернігівській області, викладачкою Київського інституту «Слов'янський університет» та Чернігівського державного педагогічного університету імені Тараса Шевченка. Докторка наук із соціальних комунікацій. професор Ніжинського державного університету імені Миколи Гоголя.
Член Національної спілки письменників України та Національної спілки журналістів України. Член зарубіжних академій і творчих спілок: Міжнародної літературної (науково-мистецької) академії «Македонія Презент» (м. Скоп'є, Північна Македонія), Міжнародної медитеранської академії імені братів Міладінових (м. Струга, Північна Македонія), Міжнародної академії літератури й мистецтв Удмуртії (м. Іжевськ), Міжнародної літературно-мистецької Академії Румунії (м. Бухарест), Міжнародної спілки письменників імені П'єтро Богдано (м. Брюгге, Бельгія, керівник — Єтон Келменді), Міжнародного клубу Абая (м. Алмати, Казахстан), Слов'янської міжкультурної, міжнародної науково-дослідницької групи (м. Будапешт, Угорщина), Міжнародної Академії «ЛІК» діячів літератури, мистецтв і комунікацій (м. Берлін — м. Франкфурт-на-Майні, Німеччина), академік Міжнародної громадської Академії Поезії (м. Бішкек, Киргизстан; диплом і почесна медаль академіка), академік Всесвітньої Асоціації діячів мистецтв «Глорія» (Німеччина). Віце-президент Представництва «Ciesart» (Міжнародної Палати письменників та митців Іспанії) в Україні.
Здійснила творчі поїздки на міжнародні фестивалі до Німеччини (2014—2016), Болгарії та Хорватії (2015); наукову й творчу поїздку до Казахстану — на запрошення Казахського національного університету імені аль-Фарабі (читала лекції, взяла участь у святкуванні ювілею Міжнародного клубу Абая, міжнародного літературного журналу «Аманат» та казахського письменника Роллана Сейсенбаєва, 2016). У 2017 році здійснила довготривалі наукові поїздки до Болгарії (на запрошення Софійського університету) та Казахстану (на запрошення Казахського національного університету імені аль-Фарабі, до Алмати) і творчі поїздки — до Польщі (Краків), Німеччини (Дрезден) та Чехії (Прага). У 2018-му побувала в Білорусі (творча та наукова поїздка на запрошення Спілки письменників Білорусі й Білоруського державного педагогічного університету імені Максима Танка)[джерело?].
У 2019 році побувала в Чехії, у м. Брно, на прем'єрі своєї вистави «Крила Сімаргла» в театрі «Агадір» за чеською книжкою Тетяни й Сергія Дзюби «Дощ із твоїми очима» в перекладі Мілана Грабала та Петра Каліни (у Сергія Дзюби за цією книжкою в Чехії, в театрі «Агадір», вийшла окрема вистава «Закохайся в мене у суботу»). А у 2020 році в Білоруському Театрі поезії в Мінську поставили виставу «Місто Зима» за однойменною білоруською книгою Тетяни й Сергія Дзюби в перекладі [[Михась Пазняков|Михася Пазнякова[джерело?]]].
У 2020 році український композитор, професор Олександр Яковчук (м. Київ) створив кантату «Крила Сімаргла» на вірші Тетяни й Сергія Дзюби. Сергій Дзюба та композитор Микола Збарацький написали цикли пісень на вірші Тетяни Дзюби.

## Літературна і наукова творчість[6][7][8]
Авторка:
- збірки поезій «Акомодація до часу» (2000),
- літературознавчої книги «Талант як міра ваги» (2008),
- монографії «Спрага народу і спрага Вітчизни. Публіцистика другої половини XIX — першої третини XX ст.: модель національної ідентичності» (2012),
- численних літературно-критичних і літературознавчих публікацій у газетно-журнальній періодиці та наукових виданнях.
- У 2013 році в Польщі, у Любліні, вийшла книга віршів Тетяни Дзюби (у співавторстві з Сергієм Дзюбою) «Розмова чоловіка і жінки» польською та українською мовами (перекладачі Роксана Кжемінська, Маріанна Хлопек-Лабо й Анна Тилютка; художниця Ядвіґа Квятковська).
- У 2014-му в США, у Нью-Йорку, побачила світ книга Тетяни й Сергія Дзюби «Вибрані вірші» англійською й українською мовами (перекладачі Люба Ґавур і Богдан Бойчук);
- У 2014-му в Казахстані, в Алмати, вийшла поетична збірка Тетяни й Сергія Дзюби «Остання кочівля любові» казахською та російською мовами (казахською переклав Ауезхан Кодар, а російською — Володимир Ільїн).

У 2015 році побачили світ книжки Тетяни й Сергія Дзюби:
- «Яблука з небесного саду» (туркменською та українською мовами, перекладач Ак Вельсапар; Швеція, Стокгольм),
- «На сріблястій долоні вічності» (болгарською та українською мовами, перекладач Димитр Христов, редактор і консультант Анна Багряна, рецензент Боян Ангелов; Болгарія, Софія)
- «Вірші Тетяни і Сергія Дзюби 60-ма мовами світу» у чотирьох томах (Канада, Торонто)[9].
- У 2016-му вийшла збірка віршів Тетяни та Сергія Дзюби «На острові, далекому, мов сльози Єви» сербською та українською мовами (перекладач Рісто Василевскі; передмова Мічо Цв'єтіча; Сербія, м. Смедереве: «Арка»).
- У 2017 році в Канаді побачила світ збірка вибраних віршів Тетяни Дзюби «Танок Саломеї» (Торонто, «Новий Світ», серія «Лауреати премії імені Ернеста Хемінгуея»).

У 2018 році вийшли поетичні книги Тетяни та Сергія Дзюби:
- «Місто Зима» (Білорусь, м. Мінськ; білоруською мовою, перекладач Михась Пазняков; передмова Анатолія Аврутіна);
- «Дощ із твоїми очима» (Чехія, м. Градець-Кралове; чеською та українською мовами; перекладачі Мілан Грабал і Петр Каліна; післямова Мілана Грабала).
- «Колись ви вигадаєте нас» (у перекладі в'єтнамською мовою, перекладачі — професор Нгуєн Хиу Хоанг і поетеса До Тхі Хоа Лі; автор передмови — літературознавець Нгуєн Суан Хоа; В'єтнам: Спілка ханойських письменників і Ханойський університет).

У 2019 році Тетяна Дзюба побувала в Чехії — на прем'єрі вистави «Крила Сімаргла» чеською мовою (за її творами з чеської книжки Тетяни та Сергія Дзюби «Дощ із твоїми очима») в театрі музики й поезії «Агадір» (м. Брно, 2019). Також у цьому театрі поставили виставу «Закохайся в мене у суботу» за творами Сергія Дзюби (м. Брно, 2018). Цей міжнародний проєкт профінансувало Міністерство культури Чехії. Засновниця театру «Агадір», драматургиня — Мілена Фуціманова, директор театру, композитор — Ондржей Фуціман, він створив оригінальну музику до обох вистав (Чехія, Моравія, м. Брно, 2018—2019).
У 2019 році вийшли поетичні книги Тетяни й Сергія Дзюби:
- «Голоси двох поетів» (іспанською та українською мовами, перекладач — Галина Шитікова де Ескобар, Болівія). Книжка надрукована в Іспанії (м. Мадрид) та Болівії (м. Кочабамба).
- «Береги» (вірші румунською та українською мовами, перекладач — відомий румунський поет, композитор, автор пісень, перекладач, президент Міжнародної літературно-мистецької Академії Румунії Пауль Полідор). Книга надрукована в Румунії, у м. Бухарест, у видавництві Фундації Пауля Полідора.

У 2020 році вийшли поетичні книги Тетяни й Сергія Дзюби:
- У Киргизстані видано книжку «Веселка на віях» (киргизською та українською мовами)[12].
- У Канаді побачив світ п'ятий том Тетяни та Сергія Дзюби «Вірші 75-ма мовами світу» (913 сторінок, м. Торонто, 2020)[13].

У 2021 році вийшли поетичні книги Тетяни й Сергія Дзюби:
- У Канаді видана книжка «Вірші 80-ма мовами світу»[14].
- Книжка віршів Тетяни Дзюби «Акомодація до часу» надрукована в Македонії[15], у Скоп'є, македонською мовою в перекладі Віри Чорний-Мешкової.

У 2022 році видані книжки Тетяни та Сергія Дзюби:
- У Канаді надрукований п'ятитомник «Вірші 90 мовами світу» (м. Торонто, 2022)[16].
- У Канаді виданий п'ятитомник «Вірші ста мовами світу» (м. Торонто, 2022)[17].

Упорядник й автор антологій сучасної української поезії «Пастухи квітів» (1999) та «Станція Чернігів» (2002).
Разом зі своїм чоловіком — письменником Сергієм Дзюбою — та композитором Миколою Збарацьким написали цикл пісень, що увійшов до книги ста пісень Сергія Дзюби «Примчу на білому коні».
Перекладає з німецької, верхньолужицької, болгарської, білоруської та російської мов. Вірші відомих зарубіжних поетів у перекладах Тетяни й Сергія Дзюби увійшли до посібника «Сучасна художня література» для сьомого класу, рекомендованого для вивчення в школах Міністерством освіти і науки України (Чернівці, «Букрек», 2020).
Учасниця міжнародних фестивалів поезії та літературно-мистецьких свят, міжнародних наукових конференцій: у Німеччині (2014, 2015, 2016, 2017), Болгарії (2015, 2017), Хорватії (2015), Казахстані (2016, 2017, 2018), Чехії (2017, 2019), Польщі (2017), Білорусі (2018), Туреччині (2021) та Російській Федерації (90-ті роки).
Твори Тетяни Дзюби перекладені ста мовами світу і надруковані у 80-ти країнах.
Чоловік — Сергій Дзюба — присвятив дружині Тетяні всі свої 120 книг. За свідченнями фахівців, це — єдиний такий випадок у світі.

## Відзнаки
Лауреатка всеукраїнських, державних, міжнародних і зарубіжних літературних премій:
1. Міжнародна літературна премія імені Миколи Гоголя (1999),
2. Літературно-мистецька премія імені Михайла Коцюбинського (2001),
3. Всеукраїнська літературна премія імені Бориса Нечерди (2001),
4. Міжнародна літературна премія імені Дмитра Нитченка (Україна — Австралія, 2002),
5. Міжнародна літературна премія імені Івана Кошелівця (м. Мюнхен, Німеччина, 2003),
6. Міжнародна літературна премія імені Григорія Сковороди (2005),
7. Літературно-мистецька премія імені Леоніда Глібова (2011),
8. Міжнародна літературно-мистецька премія імені Пантелеймона Куліша (2012),
9. Премія Державного комітету телебачення і радіомовлення України імені Івана Франка за найкращу наукову роботу року (2014),
10. Премія Української православної церкви Київського патріархату імені преподобного Паїсія Величковського (2014),
11. Міжнародна літературна премія «Золотий перстень» (м. Скоп'є, Македонія, 2014),
12. Міжнародна літературна премія «Золотий асик» (м. Алмати, Казахстан, 2014),
13. Мала Нобелівська премія — Міжнародна літературна премія імені Людвіга Нобеля «Будон» (Удмуртія, Російська Федерація, 2014),[47]
14. Міжнародна літературна премія імені Ернеста Хемінгуея (м. Торонто, Канада) — за зміцнення творчих зв'язків між народами (2015),
15. Міжнародна літературна премія імені Веніаміна Блаженного (м. Мінська, Білорусь — Австралія, 2016),
16. Міжнародна літературна премія імені Юзефа Лободовського (м. Люблін, Польща, 2016),
17. Міжнародна літературна премія видавництва «Арка» («Краща книга року», м. Белград, Сербія, 2017),
18. Міжнародна літературна премія «Світ Пограниччя» (нагороджена за визначну перекладацьку діяльність, Україна, 2017),
19. Міжнародна літературна премія імені Олексія Жданова (м. Мінськ, Білорусь — Австралія, 2017),
20. Міжнародна літературна премія імені Гомера (м. Афіни, Греція, 2017),
21. Міжнародної літературної премії імені Антуана де Сент-Екзюпері (м. Париж, Франція, 2018),
22. Всеукраїнська премія «За подвижництво у державотворенні» імені Якова Гальчевського (м. Київ, 2018),
23. Міжнародна літературна премія імені Джека Лондона (м. Сан-Франциско, США, 2018)[48],
24. Літературна премія імені Максима Танка (м. Мінськ, Білорусь, нагорода Спілки письменників Білорусі, 2018),
25. Міжнародна премія авторської пісні імені Василя Симоненка (м. Київ — м. Луцьк, 2018),
26. Міжнародна літературна премія імені Михайла Булгакова (м. Одеса, Україна — Німеччина, 2018),
27. Міжнародна літературна премія імені Владислава Ходасевича (Білорусь, м. Мінськ, 2019),
28. Міжнародна літературно-мистецька премія імені Миколи Лисенка (м. Одеса, Україна — Німеччина, 2019).
29. Міжнародна літературна премія імені Марка Твена (США, 2020).
30. Міжнародна літературна премія миру — Посол миру (Німеччина — США, 2020).
31. Міжнародна мистецька премія імені Сергія Васильківського (м. Київ, 2020)[49].
32. Премія імені Галшки Гулевичівни (м. Луцьк ― м. Київ, 2020)[50].
33. Міжнародна мистецька премія імені Іллі Рєпіна (Україна, США, Німеччина, 2020)[51].
34. Міжнародна літературна премія імені Еміля Золя (Франція, 2020)[52].
35. Міжнародна літературно-мистецька премія імені Івана Айвазовського (Україна, Німеччина, США, 2020)[53].
36. Міжнародна літературна премія імені Мацуо Басьо (Японія, США, Німеччина, 2021)[54].
37. Міжнародна мистецька премія імені Архипа Куїнджі (м. Київ, 2021)[55].
38. Міжнародна літературна премія імені Лесі Українки (м. Київ, 2021)[56].
39. Міжнародна літературна премія імені Роберта Бернса (Шотландія — США, 2021)[57].
40. Міжнародна літературна премія «Global Prestigious Award» імені Махатми Ганді (Індія, м. Делі, 2021)[58].
41. Міжнародна літературна премія миру «De Finibus Terrae» (Італія, м. Рим, 2021)[59].
42. Премія миру «За визначний внесок у соціальну справедливість і основний принцип мирного, гармонійно процвітаючого співіснування у державах світу та між націями й народами» (Велика Британія, Індія, 2021)[60].
43. Міжнародна літературна премія імені Йоганна Гете (Німеччина, 2021)[61].
44. Міжнародна премія «Inspiring Leadership Award» («Лідер, який надихає», Індія, 2021)[62].
45. Міжнародна літературно-мистецька премія «Cristal» («Кришталь», Іспанія, м. Барселона, 2021).
46. Міжнародна літературно-мистецька премія імені письменника і художника Patricio Vivanco Williams (Італія, м. Рим, 2021)[63].
47. Міжнародна літературна премія «Gold Cup award» («Золотий Кубок») в Еквадорі (2021)[64].
48. Міжнародна премія «За видатну творчу, наукову і миротворчу діяльність та високу духовність» (Ліван, 2021).
49. Премія миру Міжнародного форуму творчості та людства (Марокко, 2021)[65].
50. Міжнародна літературна премія «Mensajeros de la paz» («Посланці миру») в Іспанії (м. Мадрид)[66].
51. Міжнародна літературно-мистецька премія імені Махатми Ганді (Індія, м. Делі, 2022)[67].
52. Всесвітня творча премія «Золоте перо» (Перу, м. Ліма, 2022)[68].
53. Міжнародна літературна премія «Золотий письменник світу» (спільна нагорода 10 держав: США, Великої Британії, Німеччини, Франції, Італії, Іспанії, України, Китаю, Індії та Японії, 2022).
54. Міжнародна премія «Global Humanitarian Award» (Індія, 2022).
55. Почесна премія «Ікона миру» (Італія, 2022).
56. Міжнародна літературно-мистецька премія «Досконалість» (Сирія, 2022)[69].
57. Міжнародні премії «Ікона миру» в Хорватії, Сербії, Індії та Іраку (2022)[70].
58. Міжнародна премія «Лідер нової генерації» (Філіппіни, м. Маніла, 2022)[71].
59. Міжнародна літературна премія імені Леонардо да Вінчі (Італія, Німеччина, 2022)[72].
60. Міжнародна літературна премія «Книга для Миру» (Італія, 2022).
61. Міжнародна літературна премія «Голос поезії» (Аргентина, 2022).
62. Міжнародна творча премія «Золоте перо» (Азербайджан, м. Баку, 2022)[73].
63. Тетяна і Сергій Дзюби відмовилися від Нобелівської премії (2022)[74].
64. Лауреат міжнародних премій «За видатну творчу діяльність» (Марокко, Коста-Рика) та «Письменники року» (Марокко, Еквадор, 2022)[75].
65. Шляхетна премія ООН «Un Rescue Noble Award» — за визначний внесок у галузі прав людини та соціальної роботи (Нігерія, 2022)[76]. Почесна відзнака «За яскраву творчість, міжнародні проекти та волонтерську діяльність» (Нігерія, 2022).
66. Міжнародна літературно-мистецька премія «Machu Picchu» (Перу, м. Ліма, 2022)[77].
67. Міжнародна літературна премія «The Golden Scroll Award» («Золотий сувій») у Швейцарії (2022)[78].
68. Міжнародна премія «За видатну діяльність» (Нігерія, 2022)[79].
69. Посол культури та літератури (Марокко, 2022)[80].
70. Міжнародна літературна премія імені Віктора Гюго (Франція, м. Париж, 2022)[81].
71. Міжнародна літературна премія «Золоте перо» (Мексика, 2022)[82].
72. Міжнародна премія «За альтруїзм» (Швейцарія, 2022)[83].
73. Міжнародна премія «За великий внесок у літературу» (Пакистан, 2022)[84].
74. Міжнародна премія «За видатну творчу діяльність» (Уругвай, Колумбія, 2022)[85].

Переможниця, лауреатка всеукраїнських, міжнародних, зарубіжних літературних конкурсів і фестивалів:
1. Лауреат Міжнародного літературного конкурсу «Гранослов» (м. Київ, Україна),
2. Лауреат літературного конкурсу «Краща книга року» (м. Чернігів, неодноразово),
3. Лауреат конкурсу «Жінка року» (м. Чернігів, двічі),
4. Лауреат XXXVI, XXXVII і XXXVIII Міжнародних фестивалів поезії та верхньолужицької культури (Німеччина, м. Бауцен — м. Дрезден — м. Берлін, 2014, 2015, 2016),
5. Лауреат Міжнародної літературної премії Синдикату болгарських учителів «Перемога» IX Міжнародного фестивалю поезії «Славянска прегръдка», м. Варна, (Болгарія, Слов'янська літературно-мистецька Академія, 2015),
6. Відзначена дипломом Міжнародного фестивалю «Литаври» (Україна, м. Чернігів, 2016),
7. Переможець Міжнародного літературного конкурсу імені де Рішельє (Німеччина ― Україна, м. Одеса; понад 200 учасників із 20-ти країн, найвища нагорода — «Діамантовий Дюк» у номінації «Поезія» (2016)),
8. Лауреат Міжнародного літературно-мистецького фестивалю в Румунії (м. Бухарест, 2016),
9. Переможець Міжнародного літературного конкурсу в Бельгії (м. Брюгге, 2017),
10. Переможець Міжнародного літературно-мистецького фестивалю в Італії (м. Рим, 2017),
11. Переможець Міжнародного літературного конкурсу «Пушкін і Гоголь в Італії» (найвищі нагороди в номінаціях «Поезія» та «Проза» — «Діамантовий Дюк у Римі», Італія, м. Рим, 2017),
12. Переможець Загальнонаціонального конкурсу «Українська мова — мова єднання» (1 місце, м. Одеса, 2017),
13. Переможець Міжнародного літературного конкурсу імені де Рішельє за 2017 р. (м. Одеса, Україна — Франкфурт-на-Майні, Німеччина) — «Діамантовий Дюк» — найвища відзнака українсько-німецького конкурсу: стала переможцем Міжнародних літературних Олімпійських ігор (змагалися понад 300 письменників із 25 країн), а також перемогла в номінації «Поезія» (2017),
14. Переможець XX-го ювілейного Всеукраїнського фестивалю журналістів «Азовське літо-2018» (м. Бердянськ),
15. Переможець Загальнонаціонального конкурсу «Українська мова — мова єднання» (Національна спілка журналістів України, м. Одеса, 2018),
16. Переможець Міжнародного літературного конкурсу імені де Рішельє за 2018 р. (м. Одеса, Україна — Франкфурт-на-Майні, Німеччина) — «Діамантовий Дюк» (у номінації «Поезія»),
17. Переможець міжнародного конкурсу імені Олеся Гончара журналу «Бористен» (2018),
18. Переможець XXI-го Всеукраїнського фестивалю журналістів «Азовське літо-2019» (м. Бердянськ),
19. Переможець XX-го Загальнонаціонального конкурсу «Українська мова — мова єднання» (м. Одеса, 2019),
20. Нагороджена премією Ордену Карпатських Лицарів на літературно-мистецькому фестивалі «Лицар Карпат» (м. Ужгород, 2019),
21. Переможець Міжнародного літературно-мистецького конкурсу імені де Рішельє за 2019 р. (м. Одеса, Україна — Франкфурт-на-Майні, Німеччина) — «Діамантовий Дюк» (у номінації «Поезія»),
22. Переможець Міжнародного літературно-мистецького конкурсу імені де Рішельє («Діамантовий Дюк» у номінації «Поезія», 2020)[87].
23. Переможець Міжнародного літературно-мистецького конкурсу імені де Рішельє — «Діамантовий Дюк» у номінації «Поезія» (Україна — Німеччина, 2021)[88].
24. Лауреат міжнародних літературно-мистецьких фестивалів «International Uzbekistan Festival» і «World Festival» в Узбекистані (2022)[89].
25. Переможець Міжнародного літературно-мистецького фестивалю «Великий Шовковий шлях» («The Great Silk Road Festival»: Туреччина, Німеччина, Україна, Узбекистан, Індія, Бангладеш, Китай, 2022)[90].
26. Переможець Міжнародного літературно-мистецького конкурсу імені Ернеста Хемінгуея в Німеччині (2022)[91].
27. Переможець Міжнародного літературно-мистецького фестивалю «Літо-2022» в Ташкенті (Узбекистан, Туреччина, Мексика, Бразилія, Індонезія) за п'ятитомник «Вірші 90 мовами світу» (2022)[92].
28. Лауреат Міжнародного літературно-мистецького фестивалю «Дружба-2022»: Узбекистан, Туреччина, Венесуела, Болівія, Туркменістан та В'єтнам (м. Ташкент, 2022)[93].
29. Переможець Міжнародного літературно-мистецького конкурсу імені де Рішельє: найвища премія конкурсу «Діамантовий Дюк» у поезії (Україна, м. Одеса — Німеччина, м. Франкфурт, 2022)[94].
30. Лауреат Міжнародного літературно-мистецького фестивалю «Осінь-2022»: Узбекистан, Киргизстан, Таджикистан, Грузія, Вірменія, Молдова, Парагвай (м. Ташкент, 2022)[95].

Всеукраїнські, державні, міжнародні, зарубіжні ордени, медалі та почесні грамоти:
1. Почесна грамота Спілки письменників Білорусі (2010),
2. Почесна грамота Чернігівської обласної ради (2013),
3. Почесна грамота Спілки болгарських письменників і Нагрудний знак «Золотий Пегас» за визначну літературну та наукову діяльність (2014),
4. Ювілейна медаль Українського фонду культури «За вірність заповітам Кобзаря» (до 200-ліття з дня народження Тараса Шевченка, за підписом видатного українського поета Бориса Олійника, м. Київ, 2014),
5. Міжнародна патріотична медаль Івана Мазепи (Україна, 2016),
6. Орден «За розбудову України» (м. Київ, 2016),
7. Медаль «За відродження України» (м. Київ, 2016),
8. Медаль Богдана Хмельницького (м. Київ, Україна, 2016),
9. Почесна грамота Національної спілки журналістів України (м. Київ, 2016),
10. Почесна грамота Департаменту культури і туризму Чернігівської облдержадміністрації (м. Чернігів, Україна, 2016),
11. Медаль Міжнародного клубу Абая (м. Алмати, Казахстан, 2016),
12. Міжнародна медаль Олександра Довженка (Україна, 2017),
13. Міжнародна медаль Франческо Петрарки (м. Рим, Італія, 2017),
14. Міжнародна медаль Лесі Українки (Україна, 2017),
15. Міжнародна медаль Генріха Бьолля — німецького прозаїка і Нобелівського лауреата (м. Берлін, Німеччина, 2017),
16. Нагрудний знак (медаль) Спілки письменників Білорусі «За великий внесок у літературу» (м. Мінськ, Білорусь, 2018),
17. Срібна медаль аль-Фарабі — висока державна нагорода Казахстану, урочисто вручена під час наукової та творчої поїздки Тетяни Дзюби до Алмати (Казахстан, 2018),
18. Почесна міжнародна медаль Мігеля де Сервантеса (Іспанія-США-Канада-Німеччина, 2019)[96],
19. Медаль Максима Богдановича (Білорусь, м. Мінськ, 2019),
20. Почесна міжнародна медаль Франца Кафки (Німеччина-Австрія-Чехія, 2019),
21. Почесна грамота Національної спілки письменників України (2019).
22. Нагороджена Почесним дипломом Шостої Міжнародної літературно-мистецької виставки в Одесі, в якій взяли участь художники та письменники з 40 держав (2020)[97].
23. Нагороджена «Золотим дипломом» за видатну творчу, наукову та міжнародну діяльність (Німеччина, 2021)[98].
24. Нагороджена Почесним дипломом в Азербайджані за п'ятитомник «Вірші 80-ма мовами світу» (м. Баку, МГО «Смолоскип дружби», 2021)[99].
25. Почесна медаль Міжнародної Академії Поезії (Киргизстан, м. Бішкек, 2022).

Міжнародні, всеукраїнські рейтинги та відзнаки:
1. Лауреат Всеукраїнського рейтингу популярності «Золота Фортуна», який визначає Міжнародна Академія рейтингових технологій і соціології (нагороджена медаллю «Трудова Слава», як «Письменниця року», м. Київ, Україна, 2017);
2. Лауреат Відзнаки імені Івана Багряного — нагороди Фундації Івана Багряного (США) та всеукраїнського журналу «Бористен» (Україна ― США, 2017);
3. Лауреат Відзнаки «Особистість слова і справи» (Міжнародна Академія діячів літератури, мистецтв та комунікацій, Німеччина, Франкфурт-на-Майні, 2018).
4. Лауреат Відзнаки «Особистість слова і справи» (Міжнародна Академія діячів літератури, мистецтв та комунікацій, Німеччина, Франкфурт-на-Майні, 2019).
5. Лауреат Відзнаки «Особистість слова і справи» (Міжнародна Академія діячів літератури, мистецтв та комунікацій, Німеччина, Франкфурт-на-Майні, 2020)[100].
6. Лауреат Почесної відзнаки «Народний поет України» (м. Київ, 2020)[101].
7. «Кращий музичний твір року» — сценічна кантата «Крила Сімаргла» для сопрано, тенора, флейти та фортепіано, яку заслужений діяч мистецтв України, композитор Олександр Яковчук створив на вірші Тетяни та Сергія Дзюби (м. Київ, 2021)[102].
8. Нагороджена Почесним знаком «За особливі заслуги» Національної спілки журналістів України (м. Київ, 2021)[103].
9. Нагороджена Почесною відзнакою Національної спілки письменників України (м. Київ, 2021)[104].
10. В Італії надрукували календарі на 2022 рік — зі світлинами видатних письменників із різних держав. Представлені там і українці Тетяна та Сергій Дзюби (м. Рим, 2021)[105].
11. Почесна відзнака «За заслуги» (Німеччина, м. Франкфурт, 2022)[106].
12. «Всесвітній Посол культури та літератури» (Почесна відзнака Міжнародної палати письменників і митців Іспанії, м. Мадрид, 2022)[107].
13. Почесна відзнака «Людина року» (Чехія, 2022)[108].
14. Сергій і Тетяна Дзюби отримали міжнародні сертифікати з Іспанії — їхні вірші увійшли до всесвітньої антології «Золота книга миру», перекладеної 40 мовами (м. Мадрид, 2022)[109].
15. Почесна відзнака «Особистість слова і справи» (Міжнародна Академія діячів літератури, мистецтв та комунікацій, Німеччина, Франкфурт-на-Майні, 2023)[110].
16. У «Золотій книжці світових рекордів» зафіксовані нові світові рекорди подружжя українців із міста-героя Чернігова Тетяни і Сергія Дзюби[111]: їхні твори перекладені ста мовами світу та надруковані в провідних часописах 80 держав, за кордоном вийшло різними мовами понад 50 їхніх книг; у Сергія Дзюби є переклади світової класики з 80 мов; Сергій і Тетяна Дзюби — лауреати понад 250 міжнародних нагород у 65 країнах; раніше офіційно зафіксований світовий рекорд: Сергій Дзюба присвятив своїй дружині Тетяні 120 книжок, більше 130 пісень та близько 40 радіоп'єс і серіалів (Індія, 2023).

Член зарубіжних академій та спілок:
- Академік Національної Академії наук вищої школи Казахстану (з 2017);
- з 2014 року — Міжнародної літературної (науково-мистецької) Академії «Македонія Презент» (м. Скоп'є, Македонія);
- Міжнародної Академії літератури та мистецтв Удмуртії (м. Іжевськ, Удмуртія, Російська Федерація);
- з 2015-го — Міжнародної Медитеранської Академії імені братів Міладінових (м. Струга, Македонія);
- з 2016-го — Міжнародної літературно-мистецької Академії Румунії (м. Бухарест);
- з 2017-го — Міжнародної спілки письменників імені П'єтро Богдано (керівник — Єтон Келменді, м. Брюгге, Бельгія);
- Міжнародного клубу Абая (м. Алмати, Казахстан);
- Міжнародної Академії літератури, мистецтв і комунікацій (м. Берлін — м. Франкфурт-на-Майні, Німеччина);
- з 2018-го — Слов'янської міжкультурної, міжнародної науково-дослідницької групи (м. Будапешт, Угорщина);
- з 2020-го — академік Міжнародної громадської Академії Поезії (м. Бішкек, Киргизстан; диплом і почесна медаль академіка).